# Bestiaire de Gervaise
Le Bestiaire de Gervaise est un bestiaire rédigé en anglo-normand vers la fin du XIIe siècle ou au début du XIIIe siècle.

## Chapitres
Le manuscrit comporte 29 chapitres.
- Chapitre 1.   Lion (Le Lion)
- Chapitre 2.   Panthere (La Panthère)
- Chapitre 3.   Unicorne (L'Unicorne)
- Chapitre 4.   Idres et Cocadrile (L'Hydre et le Crocodile)
- Chapitre 5.   Sereine (Les sirènes)
- Chapitre 6.   Centaurus (Les Onocentaures)
- Chapitre 7.   Hyene (La Hyène)
- Chapitre 8.   Singe (Le Singe)
- Chapitre 9.   Elephant (L'Éléphant)
- Chapitre 10.  Antule (L'Antilope)
- Chapitre 11.  Serpent (et Vuivre) (Le Serpent (et la Vouivre))
- Chapitre 12.  Corbeau (Le Corbeau)
- Chapitre 13.  Vurpil (Le Renard)
- Chapitre 14.  Castor (Le Castor)
- Chapitre 15.  Eriçon (Le Hérisson)
- Chapitre 16.  Formi (La Fourmi)
- Chapitre 17.  Aille (L'Aigle)
- Chapitre 18.  Caradrius (Le Charadrius)
- Chapitre 19.  Pellicanus (Le Pélican)
- Chapitre 20.  Perdriz (La Perdrix)
- Chapitre 21.  Chamoi (Le Chamois)
- Chapitre 22.  Hupe (La Huppe)
- Chapitre 23.  Phenix (Le Phénix)
- Chapitre 24.  Cerf (Le Cerf)
- Chapitre 25.  Tortre (La Tourterelle)
- Chapitre 26.  Sarce (Le Poisson scie)
- Chapitre 27.  Belete (La Belette)
- Chapitre 28.  Aspis (L'Aspic)
- Chapitre 29.  Ibis (L'Ibis)